# Артемио Франки (стадион, Флоренция)
«Артемио Франки» — муниципальный футбольный стадион во Флоренции, Италия, (ранее муниципальный стадион «Джованни Берта»). В настоящее время является домашним стадионом футбольного клуба «Фиорентина».

## История
Стадион основан в 1931 году и вмещает 47,282 человека. Архитекторами являются Пьер Луиджи Нерви (известен холлом Нерви в Ватикане) и Джаккино Луиджи Мелуччи. Это одно из самых значимых архитектурных сооружений XX века в городе.
В стадион встроена бетонная башня высотой в 70 метров, на которой развевается флагшток. Эта башня носит имя «Марафонская Башня».
Первоначально стадион носил название «Комунале», но был переименован в честь бывшего президента Федерации футбола Италии, Артемио Франки в 1991 году.
Стадион подвергся реконструкции в преддверии чемпионата мира 1990 года; были убраны беговые дорожки и увеличено количество сидячих мест.
Официальный рекорд посещаемости был установлен 25 ноября 1984 года в матче Серии А между «Фиорентиной» и миланским «Интером» и составил 58,271 зрителей.

## Концерты
Дэвид Боуи выступал на стадионе во время своего тура Glass Spider 9 июня 1987 года.
6 сентября 1987 года выступила Мадонна во время мирового турне «Кто эта девушка». Это шоу было снято и позже выпущено на VHS и DVD под названием «Ciao, Italia!» — Прямой эфир из Италии. Она выступала на стадионе снова 25 лет спустя — 16 июня 2012 года рамках тура MDNA.
Брюс Спрингстин выступал 8 июня 2003 года на стадионе во время своего тура The Rising Tour и 10 июня 2012 года во время Мирового тура «Wrecking Ball» перед 42 658 людьми. В 2012 году на протяжении всего концерта шёл проливной дождь.

## Наблюдение НЛО в 1954 году
27 октября 1954 года на стадионе «Артемио Франки» проходила резервная игра между «Фиорентиной» и соседними соперниками Пистойезе, когда группа НЛО, летевших на высокой скорости, внезапно остановилась над стадионом. На стадионе воцарилась тишина, когда толпа из примерно 10 000 зрителей стала свидетелем этого события и описала НЛО как сигарообразные. Было высказано предположение, что наиболее вероятным объяснением является то, что шёлк массовых мигрирующих пауков скопился высоко в атмосфере.

## Футбольные матчи международного уровня
Сборная по футболу
Сборная Италии по футболу играла на стадионе первый раз 7 мая 1933 года, одержав со счётом 2-0 победу над Чехословакией. Национальная сборная сыграла только один матч между 1982 и 2006 годах; в товарищеском матче со счётом 2-0 победили сборную Мексику 20 января 1993 года. 1 марта 2006 года они сыграли в товарищеском матче против Германии и выиграли со счётом 4: 1. Стадион принимал два матча в квалификации Евро-2012: Италия победила со счётом 5-0 команду Фарерских островов и 1-0 команду Словении 6 сентября 2011 года.
Во время матча с Фарерскими островами Фабио Квальярелла, игрок «Ювентуса» в то время, забил гол. Поскольку у болельщиков «Фиорентины» такое сильное соперничество с «Ювентусом», болельщики на стадионе освистали Квальяреллу.